# Elard von Oldenburg-Januschau
Elard Kurt Maria Fürchtegott von Oldemburg-Januschau (Bezledy, 20 marzo 1855 – Marienwerder, 16 agosto 1937) è stato un politico tedesco.

## Biografia
Apparteneva ad una nobile famiglia Junker della Prussia, affrancata alla nobiltà nel XII secolo e con un avo aiutante di campo di Federico il Grande distintosi durante le guerre di Slesia. Tutore di Elard fino alla maggiore età fu Ferdinand von Arnim, che fece frequentare al giovane aristocratico i migliori ginnasi tedeschi e la Scuola Militare di Wernigerode, dove studiò tattica con i migliori maestri, von Roon, Moltke e lo stesso Bismarck. Uscì dall'accademia sottotenente degli ulani e partecipò alla guerra franco-prussiana distinguendosi a Mars-la-Tour e  Gravelotte, venendo promosso capitano sul campo.
Divenne allora deputato alla Camera dei Signori di Prussia nel partito conservatore, del quale facevano parte anche alcuni suoi ex compagni dell'accademia, Gerhard von Kanitz e Arthur Moeller van den Bruck.
Divenne così un assiduo frequentatore del Club Aristocratico di Berlino, e per mezzo del di questo presidente, Adolf Tortilowicz von Batocki-Friebe, riuscì ad ottenere un seggio al Senato di Prussia e venne iniziato da Georg von Köller ad una brillante carriera nel Ministero dell'Economia, del quale divenne ben presto vicedirettore.
Disgustato dall'affare Eulenburg, lasciò per qualche tempo la politica dedicandosi invece a seguire alcuni corsi universitari di biologia del professore Jakob Johann von Uexküll. Sostenitore della monarchia e oppositore del socialdemocratici, rientrò in politica, sempre per i conservatori, il cui nuovo capo di partito era Viktor zu Wied, nel 1914 come strenuo difensore della teoria di una guerra preventiva contro la Francia, ma al termine della prima guerra mondiale rimase notevolmente deluso dall'esito del trattato di Versailles e sostenne la tesi propugnata da Paul von Hindenburg della pugnalata alle spalle.
Durante il periodo di intermezzo tra le due guerre, fu presidente della Reichswehr in quanto amico del figlio di Hindenburg, Oskar von Hindenburg, e partecipò ai Freikorps attivamente; durante il governo di Hindenburg fu nominato presidente del Ministero dell'Economia e si adoperò molto perché l'economia tedesca fosse risanata.
Vide di buon occhio l'avvento al potere di Hitler come gran parte dei conservatori, ma restò presto deluso nelle sue speranze di ritorno monarchico e vide dall'scandalo Blomberg-Fritsch come i nazisti intendevano sfruttare l'esercito e si dissociò dal partito.
Amico però del segretario di Franz von Papen, Wilhelm von Ketteler, vide bene la politica militaristica nazista, ma nonostante ciò, un vecchio amico politico, Werner von Rheinbaben lo avvicinò al gruppo antinazista nato in senso all'Abwehr, del quale von Oldemburg-Januschau entrò a far parte. Nonostante fosse stato tra i primi ad avanzare al vicedirettore Horst Julius Treusch von Buttlar-Brandenfels, segretario di Oster, l'ipotesi di eliminare Hitler, non visse mai tanto da poterla vedere realizzata. Von Oldemburg-Januschau è inoltre celebre per essere stato presidente del Club Aristocratico di Berlino prima di cederne la presidenza al barone Wilhelm von Gayl.